# HMS Abercrombie (1943)
De HMS Abercrombie was een monitor van de Britse Royal Navy. Het schip diende van 15 mei 1943 tot 1954. Het was de tweede monitor van de Royal Navy die genoemd was naar generaal Sir Ralph Abercromby.

## Geschiedenis
De Abercrombie werd gebouwd door Vickers Armstrong in Newcastle upon Tyne. Na haar voltooiing op 5 mei 1943 werd de Abercrombie naar de Middellandse Zee gestuurd waar ze in juli ondersteuning gaf bij operatie Husky, de landing op Sicilië. Op 9 september 1943 gaf de Ambercrombie vuursteun bij operatie Avalanche, de Geallieerde landingen bij Salerno, maar raakt beschadigd door contact met een zeemijn.
Het schip werd hersteld in de haven van Taranto, waarna ze uitvoer richting Malta. Daar arriveerde de HMS Abercrombie op 15 augustus 1944. Op 21 augustus werd het schip geraakt door twee zeemijnen terwijl ze op oefening was. Opnieuw moest het schip hersteld worden.
Nadat deze herstellingen voltooid waren, was de oorlog een eind gevorderd en werd de Abercrombie naar de Stille Oceaan gestuurd. Voor ze daar echter aankwam gaven de Japanners zich echter onvoorwaardelijk over. De Abercrombie keerde terug naar Chatham waar ze in november 1945 aankwam en werd vanaf dan als opleidingsschip. Begin december 1954 werd het schip gesloopt in Barrow-in-Furness. Een van haar kanonnen staat nu voor het Imperial War Museum in Londen.